# Glabötsch
Glabötsch (bis Anfang des 20. Jahrhunderts auch Glabetsch) ist eine Ortschaft in der Gemeinde Straßburg im Bezirk St. Veit an der Glan in Kärnten. Die Ortschaft hat 11 Einwohner (Stand 1. Jänner 2024). 

## Lage
Glabötsch liegt im Südwesten der Gemeinde Straßburg, auf dem Gebiet der Katastralgemeinde Straßburg Land, linksseitig knapp 150 Höhenmeter oberhalb des Talbodens des Gurktals, knapp 4 Straßenkilometer vom Gemeindehauptort Straßburg und nur etwa 1 ½ km von Gurk, dem Hauptort der Nachbargemeinde, entfernt. Zur Ortschaft gehören die Häuser Kronberger (früher auch Kramberger, Glabötsch Nr. 1), Gruber (früher auch Valtl oder Faltl) und Gruber-Neubau (Glabötsch Nr. 2 und 2a) und Pirker (Glabötsch Nr. 3).

## Geschichte
Seit Gründung der Ortsgemeinden Mitte des 19. Jahrhunderts gehört Glabötsch zur Gemeinde Straßburg.
1924 beschloss die Kärntner Landesregierung eine Änderung der Grenze zwischen den Gemeinden Gurk und Straßburg, durch die die Ortschaft Glabötsch an die Gemeinde Gurk gefallen wäre. 1925 wurde dieser bis dahin noch nicht umgesetzte Beschluss abgeändert; Glabötsch verblieb in der Gemeinde Straßburg.

## Bevölkerungsentwicklung
Für die Ortschaft ermittelte man folgende Einwohnerzahlen:
- 1869: 4 Häuser, 30 Einwohner[4]
- 1880: 4 Häuser, 26 Einwohner[5]
- 1890: 4 Häuser, 19 Einwohner[6]
- 1900: 4 Häuser, 24 Einwohner[7]
- 1910: 4 Häuser, 19 Einwohner[8]
- 1923: 3 Häuser, 23 Einwohner[9]
- 1934: 20 Einwohner[10]
- 1951: 2 Häuser, 15 Einwohner[11]
- 1961: 3 Häuser, 23 Einwohner[12]
- 2001: 3 Gebäude (davon 2 mit Hauptwohnsitz) mit 3 Wohnungen; 11 Einwohner und 1 Nebenwohnsitzfall; 3 Haushalte; 0 Arbeitsstätten, 2 land- und forstwirtschaftliche Betriebe[13]
- 2011: 3 Gebäude, 8 Einwohner, 4 Haushalte, 0 Arbeitsstätten[14]
- 2021: 3 Gebäude, 14 Einwohner, 4 Haushalte, 1 Arbeitsstätte[15]